# Convergenza di variabili casuali
In teoria della probabilità e statistica è molto vivo il problema di studiare fenomeni con comportamento incognito ma, nei grandi numeri, riconducibili a fenomeni noti e ben studiati. A ciò vengono in soccorso i vari teoremi di convergenza di variabili casuali, che appunto studiano le condizioni sotto cui certe successioni di variabili casuali di una certa distribuzione tendono ad altre distribuzioni.
I più importanti risultati raggiungibili sotto forma di convergenza di variabili casuali sono la legge dei grandi numeri e il teorema centrale del limite, che afferma che, col crescere della numerosità di un campione, la distribuzione di probabilità della sua media è più o meno come quella di una gaussiana e la legge dei grandi numeri, che giustifica l'utilizzo della media del campione come stima del valore atteso della legge di ogni singola osservazione.
Si distinguono più tipi di convergenza. Ognuna di queste condizioni si esporrà qua per variabili casuali reali univariate, ma si generalizza senza troppe difficoltà per variabili casuali multivariate.

## Convergenza in distribuzione
Una successione di variabili casuali {\displaystyle (X_{n})_{n\in \mathbb {N} }} con funzioni di ripartizione {\displaystyle F_{n}} si dice convergente in distribuzione o convergente in legge alla variabile casuale {\displaystyle X} con funzione di ripartizione {\displaystyle F}, cioè {\displaystyle X_{n}{\stackrel {d}{\rightarrow }}X}, se il seguente limite esiste
{\displaystyle \lim _{n\to \infty }F_{n}(x)=F(x)}
in ogni punto {\displaystyle x\in \mathbb {R} } in cui {\displaystyle F} risulta continua. Questo è il tipo di convergenza usato nel teorema del limite centrale.
Poiché {\displaystyle F_{X}(x)=P(X\leq x)}, ciò che la convergenza in distribuzione implica è che all'aumentare di {\displaystyle n} la probabilità che la successione assuma valori minori o uguali ad {\displaystyle x} (ovvero assuma valori in un certo intervallo) sarà sempre più simile alla probabilità che {\displaystyle X} assuma valori nello stesso intervallo. Si noti che questo non richiede che {\displaystyle X} e {\displaystyle X_{n}} assumano i medesimi valori. Da questa osservazione segue che {\displaystyle X} e {\displaystyle X_{n}} possono essere definiti a partire da spazi di probabilità modellanti esperimenti casuali differenti.

### Esempi
- {\displaystyle X_{n}={1 \over n}} converge a {\displaystyle X=0}. Vale infatti

{\displaystyle F_{n}(x)=I_{[1/n,+\infty )}=\left\{{\begin{matrix}0,x<{1 \over n}\\1,x\geq {1 \over n}\end{matrix}}\right.}
e quindi
{\displaystyle \lim _{n\to \infty }F_{n}(x)=F_{X}(x)=I_{[0,+\infty )}=\left\{{\begin{matrix}0,x<0\\1,x\geq 0\end{matrix}}\right.}
- Una successione di variabili casuali uniformi discrete in {\displaystyle \left\{0,{1 \over n},{2 \over n},\ldots ,1\right\}} converge alla variabile casuale uniforme continua in {\displaystyle [0,1]}. Ciò è notevole considerando il passaggio tra classi profondamente distinte, ovvero quella delle v.c. discrete e quella delle v.c. continue. Vale anche il viceversa: ogni variabile casuale continua si può discretizzare in una successione di variabili casuali discrete, così come una funzione misurabile si interpreta come limite di una successione di funzioni semplici.

### Teoremi
- {\displaystyle X_{n}{\stackrel {d}{\rightarrow }}X} se e solo se per ogni funzione continua e limitata {\displaystyle g(x)} vale {\displaystyle \lim _{n\to \infty }E[g(X_{n})]=E[g(X)]}
- Se {\displaystyle X_{n}{\stackrel {d}{\rightarrow }}X} e l'unione dei supporti delle {\displaystyle X_{n}} è limitato allora {\displaystyle E[X_{n}]\rightarrow E[X]}
- Se {\displaystyle X_{n}{\stackrel {d}{\rightarrow }}X} e {\displaystyle h} è una funzione continua, allora {\displaystyle h(X_{n}){\stackrel {d}{\rightarrow }}h(X)}
- Se {\displaystyle X_{n}} è una variabile {\displaystyle k}-variata, {\displaystyle X_{n}=(X_{n,1},...,X_{n,k})} e {\displaystyle X_{n}{\stackrel {d}{\rightarrow }}X} allora {\displaystyle X_{n,i}{\stackrel {d}{\rightarrow }}X_{i}} per ogni {\displaystyle i=1,...,k}

## Convergenza in probabilità
Come notato prima, la convergenza in distribuzione dà informazioni relative alla sola distribuzione della variabile casuale limite, mentre nulla possiamo dire sugli effettivi valori studiati. Per questo si introduce una nozione di convergenza più forte.
Diremo allora che una successione di variabili casuali {\displaystyle (X_{n})_{n\in \mathbb {N} }} converge in probabilità alla variabile casuale {\displaystyle X}, in simboli {\displaystyle X_{n}{\stackrel {p}{\rightarrow }}X}, se per ogni {\displaystyle \varepsilon >0}
{\displaystyle \lim _{n\to \infty }P(|X_{n}-X|<\varepsilon )=1}
o equivalentemente
{\displaystyle \lim _{n\to \infty }P(|X_{n}-X|\geq \varepsilon )=0}
Formalmente, scelti {\displaystyle \varepsilon >0}, {\displaystyle \delta >0} esiste {\displaystyle N} tale che per ogni {\displaystyle n\geq N}
{\displaystyle P(|X_{n}-X|<\varepsilon )\geq 1-\delta }.
Questo tipo di convergenza è usato nella legge debole dei grandi numeri.
Quello che la definizione di convergenza in probabilità sostiene è che, all'aumentare di {\displaystyle n}, la probabilità che i valori assunti dalla successione differiscano dai valori assunti da {\displaystyle X} meno di una quantità positiva {\displaystyle \varepsilon } piccola a piacere, si avvicina sempre più ad 1.

### Teoremi
- {\displaystyle X_{n}{\stackrel {p}{\rightarrow }}X} se e solo se {\displaystyle X_{n}-X{\stackrel {p}{\rightarrow }}0}.
- {\displaystyle X_{n}{\stackrel {p}{\rightarrow }}X} (variabili k-variate) se e solo se {\displaystyle X_{n,i}{\stackrel {p}{\rightarrow }}X_{i}} per ogni {\displaystyle i=1,...,k}.
- Se {\displaystyle X_{n}{\stackrel {p}{\rightarrow }}X}, allora {\displaystyle X_{n}{\stackrel {d}{\rightarrow }}X}.
- Se {\displaystyle X_{n}{\stackrel {d}{\rightarrow }}X} e {\displaystyle X} è degenere (ovvero è una v.c. costante), allora {\displaystyle X_{n}{\stackrel {p}{\rightarrow }}X}.
- Se {\displaystyle X_{n}{\stackrel {p}{\rightarrow }}X} e {\displaystyle g} è una funzione continua, allora {\displaystyle g(X_{n}){\stackrel {p}{\rightarrow }}g(X)}.
- Se {\displaystyle X_{n}{\stackrel {p}{\rightarrow }}X} allora {\displaystyle X_{n}\rightarrow X} quasi certamente a meno di sottosuccessioni.

## Convergenza quasi certa
Una successione di variabili casuali {\displaystyle (X_{n})_{n\in \mathbb {N} }} si dice convergere quasi certamente (o "quasi ovunque" se non anche "P quasi certamente" intendendo con P la probabilità, abbreviabile come "P q.c") alla variabile casuale {\displaystyle X}, in simboli {\displaystyle X_{n}{\stackrel {q.c.}{\rightarrow }}X} o {\displaystyle X_{n}{\stackrel {q.o.}{\rightarrow }}X}, se
{\displaystyle P\left(\lim _{n\to \infty }X_{n}=X\right)=1}.
Poiché la funzione di probabilità {\displaystyle P} è definita su eventi, ovvero insiemi di esiti, la formula precedente può essere riscritta come
{\displaystyle P(\{\omega \in \Omega |\lim _{n\to \infty }X_{n}(\omega )=X(\omega )\})=1}.
Ovvero, dato lo spazio di probabilità {\displaystyle (\Omega ,\Sigma ,P)}, il limite
{\displaystyle \lim _{n\to \infty }X_{n}(\omega )=X(\omega )}
esiste per ogni {\displaystyle \omega \in U} t.c. {\displaystyle P(U)=1}.
Quello che la definizione sostiene è che le v.c. {\displaystyle X_{n}} e {\displaystyle X} differiranno, in limite, solo su eventi di probabilità nulla. Questa è la nozione di convergenza più forte, perché esprime il fatto che, all'aumentare della numerosità del campione, è un evento quasi certo che le realizzazioni campionarie tenderanno a coincidere con le osservazioni della variabile casuale {\displaystyle X}. Questo è il tipo di convergenza usato nella legge forte dei grandi numeri.

### Teoremi
- {\displaystyle X_{n}{\stackrel {q.c.}{\rightarrow }}X} se e solo se {\displaystyle X_{n}-X{\stackrel {q.c.}{\rightarrow }}0}.
- {\displaystyle X_{n}{\stackrel {q.c.}{\rightarrow }}X} (variabili k-variate) se e solo se {\displaystyle X_{n,i}{\stackrel {q.c.}{\rightarrow }}X_{i}} per ogni {\displaystyle i=1,...,k}.
- {\displaystyle X_{n}{\stackrel {q.c.}{\rightarrow }}X} se e solo se per ogni {\displaystyle \varepsilon >0}, {\displaystyle \lim _{n\to \infty }P\left(\bigcap _{m\geq n}{\bigl \{}|X_{m}-X|\leq \varepsilon {\bigr \}}\right)=1}.
- Se {\displaystyle X_{n}{\stackrel {q.c.}{\rightarrow }}X}, allora {\displaystyle X_{n}{\stackrel {p}{\rightarrow }}X}[2].
- Dalla precedente si ricava {\displaystyle X_{n}{\stackrel {q.c.}{\rightarrow }}X\Rightarrow X_{n}{\stackrel {d}{\rightarrow }}X}, poiché {\displaystyle X_{n}{\stackrel {p}{\rightarrow }}X\Rightarrow X_{n}{\stackrel {d}{\rightarrow }}X}

#### Dimostrazione convergenza quasi certa implica convergenza in probabilità
L'affermazione segue direttamente dalla terza proprietà dei teoremi precedenti; infatti   {\displaystyle 1=\lim _{n\to +\infty }P\left(\bigcap _{m\geq n}{\bigl \{}|X_{m}-X|\leq \varepsilon {\bigr \}}\right)\leq P{\bigr (}{\bigl \{}|X_{n}-X|\leq \varepsilon {\bigr \}}{\bigr )}\leq 1\ \Longrightarrow \ X_{n}{\stackrel {p}{\rightarrow }}X.}
Resta quindi da mostrare che è vera la caratterizzazione della convergenza quasi certa. Dalla definizione di convergenza quasi certa si ha che:
{\displaystyle X_{n}{\stackrel {q.c.}{\rightarrow }}X\iff P\left(\left\{\omega \in \Omega :\lim _{n\to \infty }X_{n}(\omega )=X(\omega )\right\}\right)=1.}
Sia {\displaystyle A=\left\{\omega \in \Omega :\lim _{n\to \infty }X_{n}(\omega )=X(\omega )\right\}}, così che:
{\displaystyle \omega \in A\iff \forall \varepsilon >0,\exists n\in \mathbb {N} :\ \forall m\geq n\quad |X_{m}-X_{n}|\leq \varepsilon }
{\displaystyle \iff \forall k\in \mathbb {N} ,\exists n\in \mathbb {N} :\ \forall m\geq n\quad |X_{m}-X_{n}|\leq {\frac {1}{k}}}
{\displaystyle \iff \omega \in \bigcap _{k\in \mathbb {N} }\bigcup _{n\in \mathbb {N} }\bigcap _{m\geq n}\left\{|X_{m}(\omega )-X(\omega )|\leq {\frac {1}{k}}\right\}}.
Se definiamo gli eventi {\displaystyle A_{k}=\bigcup _{n\in \mathbb {N} }\bigcap _{m\geq n}\left\{|X_{m}(\omega )-X(\omega )|\leq {\frac {1}{k}}\right\}}, allora per ogni {\displaystyle k\in \mathbb {N} } fissato abbiamo che:
{\displaystyle 1=P(A)=P\left(\bigcap _{j\in \mathbb {N} }A_{j}\right)\leq P(A_{k})\leq 1\ \Longrightarrow \ \forall k\in \mathbb {N} \quad P(A_{k})=1}.
Ma quindi se definiamo {\displaystyle B_{n}=\bigcap _{m\geq n}\left\{|X_{m}(\omega )-X(\omega )|\leq {\frac {1}{k}}\right\}}, dato che  {\displaystyle B_{n}\uparrow \bigcup _{n\in \mathbb {N} }B_{n}} grazie alla continuità da sotto della probabilità abbiamo che: per ogni {\displaystyle k\in \mathbb {N} }, {\displaystyle 1=P(A_{k})=P\left(\bigcup _{n\in \mathbb {N} }B_{n}\right)=\lim _{n\to \infty }P(B_{n})}.
Equivalentemente: {\displaystyle \forall \varepsilon >0,\ \lim _{n\to \infty }P\left(\bigcap _{m\geq n}{\bigl \{}|X_{n}(\omega )-X(\omega )|{\bigr \}}\leq \varepsilon \right)=1}.

## Convergenza in media r-esima
Una successione di variabili casuali {\displaystyle (X_{n})_{n\in \mathbb {N} }} si dice convergere in media r-esima, o in norma r-esima, alla variabile casuale {\displaystyle X}, con {\displaystyle r>0}, se:
{\displaystyle \lim _{n\to \infty }\mathbb {E} (|X_{n}-X|^{r})=0}
Se {\displaystyle r=1}, {\displaystyle X_{n}} si dice convergere in media a {\displaystyle X}. Se {\displaystyle r=2}, la convergenza si dice in media quadratica.
Secondo l'approccio assiomatico di Kolmogorov, questa convergenza equivale alla convergenza in norma Lp.

### Teoremi
- Se {\displaystyle X_{n}\rightarrow X} in media r-esima con {\displaystyle r>0}, allora {\displaystyle X_{n}\rightarrow X} in probabilità[2]
- Se {\displaystyle X_{n}\rightarrow X} in media r-esima con {\displaystyle r>0}, allora {\displaystyle X_{n}\rightarrow X} quasi certamente a meno di sottosuccessioni
- Se {\displaystyle X_{n}\rightarrow X} in media r-esima e {\displaystyle r>s\geq 1}, allora {\displaystyle X_{n}\rightarrow X} in media s-esima

## Controesempi
Qui di seguito sono riportati alcuni controesempi che mostrano che la convergenza in probabilità è strettamente più debole della convergenza quasi certa e in {\displaystyle L^{p}}, le quali a loro volta non sono confrontabili, cioè esistono variabili aleatorie che convergono in una ma non nell'altra.

### Convergenza in probabilità non implica né convergenza quasi certa né convergenza in media p-esima
Siano {\displaystyle (Z_{n})_{n\in \mathbb {N} }} variabili aleatorie indipendenti con distribuzione di Bernoulli, {\displaystyle Z_{n}\sim {\text{Be}}\left({\frac {1}{n}}\right)}. Sia {\displaystyle X_{n}=2^{n}Z_{n}}, allora {\displaystyle X_{n}{\xrightarrow[{}]{p}}0}, ma non quasi certamente o in {\displaystyle L^{p}}.

#### Convergenza in probabilità
{\displaystyle P\left(|X_{n}-0|\geq \varepsilon \right)=P(X_{n}\geq \varepsilon )=P\left(Z_{n}\geq {\frac {\varepsilon }{2^{n}}}\right)\leq P(Z_{n}=1)={\frac {1}{n}}\longrightarrow 0.}

#### Impossibilità di convergenza quasi certa
Dato che {\displaystyle \sum _{n\in \mathbb {N} }P(Z_{n}=1)=\sum _{n\in \mathbb {N} }{\frac {1}{n}}=+\infty }, allora per il lemma di Borel-Cantelli si ha che {\displaystyle P\left(\limsup _{n\to \infty }\left\{Z_{n}=1\right\}\right)=1.}
Allora quasi certamente {\displaystyle X_{n}=2^{n}Z_{n}} per infiniti {\displaystyle n\in \mathbb {N} }; cioè esiste {\displaystyle {\tilde {\Omega }}\subseteq \Omega }, {\displaystyle P({\tilde {\Omega }})=1}, tale che {\displaystyle \forall \omega \in {\tilde {\Omega }}} {\displaystyle X_{n}(\omega )=2^{n}} per infiniti {\displaystyle n\in \mathbb {N} }. Quindi {\displaystyle X_{n}} diverge lungo una sottosuccessione e dunque non può convergere quasi certamente a {\displaystyle 0}.

#### Impossibilitò di convergenza in media p-esima
Per ogni {\displaystyle p>0} si ha che: 
{\displaystyle {\text{E}}{\bigl (}|X_{n}-0|^{p}{\bigr )}={\text{E}}{\bigl (}X_{n}^{p}{\bigr )}={\text{E}}{\bigl (}2^{np}Z_{n}{\bigr )}=2^{np}{\text{E}}{\bigl (}Z_{n}{\bigr )}={\frac {2^{np}}{n}}{\xrightarrow[{n\to \infty }]{}}+\infty }.

### Convergenza quasi certa non implica convergenza in media p-esima
Siano {\displaystyle (Z_{n})_{n\in \mathbb {N} }} variabili aleatorie indipendenti con distribuzione di Bernoulli, {\displaystyle Z_{n}\sim {\text{Be}}\left({\frac {1}{n^{2}}}\right)} e siano {\displaystyle X_{n}=2^{n}Z_{n}}. Dal lemma di Borel-Cantelli {\displaystyle P\left(\limsup _{n\to \infty }\left\{Z_{n}=1\right\}\right)=0}, cioè quasi certamente {\displaystyle Z_{n}=1} solo per un numero finito di {\displaystyle n\in \mathbb {N} }. Allora quasi cetamente {\displaystyle Z_{n}=0} definitivamente, quindi {\displaystyle X_{n}=2^{n}Z_{n}=0} definitivamente, in particolare {\displaystyle \lim _{n\to \infty }X_{n}=0}.
Tuttavia non si ha la convergenza in {\displaystyle L^{p}} perché per ogni {\displaystyle p>0} si ha che
{\displaystyle {\text{E}}{\bigl (}|X_{n}-0|^{p}{\bigr )}={\text{E}}{\bigl (}X_{n}^{p}{\bigr )}={\text{E}}{\bigl (}2^{np}Z_{n}{\bigr )}=2^{np}{\text{E}}{\bigl (}Z_{n}{\bigr )}={\frac {2^{np}}{n^{2}}}{\xrightarrow[{n\to \infty }]{}}+\infty }.

### Convergenza in media p-esima non implica convergenza quasi certa
Se {\displaystyle Z_{n}\sim {\text{Be}}\left({\frac {1}{n}}\right)} indipendenti, allora analogamente a quanto detto nel primo esempio si ha che {\displaystyle Z_{n}} non converge quasi certamente a {\displaystyle 0}; mentre per ogni {\displaystyle p>0}, {\displaystyle {\text{E}}{\bigl (}|X_{n}-0|^{p}{\bigr )}={\frac {1}{n}}\longrightarrow 0}, cioè {\displaystyle Z_{n}{\xrightarrow[{}]{L^{p}}}0}.